# Ara Ayvazyan
Ara Henrii Ayvazyan (Erevan, 30 marzo 1969) è un politico e diplomatico armeno, ministro degli Esteri dell'esecutivo Pashinyan dal 18 novembre 2020 al 27 maggio 2021.

## Biografia
Nato a Erevan, dal 1986 al 1993 ha studiato presso la facoltà di studi orientali dell'Università Statale di Erevan, laureandosi quindi nel 1994 all'Università Haigazian in Libano.
A metà degli anni '90, ha svolto incarichi diplomatici in America Latina, e nel 1998 è diventato segretario generale del Ministero degli Esteri armeno. Dal 1999 al 2006 è stato nominato ambasciatore armeno in Argentina, Cile e Uruguay, mentre dal 2006 al 2011 ha lavorato come consigliere presso l'Ufficio del ministro degli Esteri. Nel periodo tra il 2006 e il 2012 ha svolto l'incarico di inviato armeno in Scandinavia, e poi, dal 2011 al 2016, ha rappresentato l'Armenia nei Paesi baltici. Nel 2016 è stato nominato ambasciatore in Messico e, più tardi, in quattro nazioni dell'America centrale e dei Caraibi; nel 2018, ambasciatore a Panama.
Conseguentemente all'inizio della seconda guerra del Nagorno-Karabakh, è stato nominato alla carica di viceministro degli Esteri dell'Armenia. Dal 18 novembre 2020 è ministro degli Esteri dell'esecutivo guidato da Nikol Pashinyan.
Sposato e padre di un bambino, Ayvazyan parla armeno, inglese, russo e spagnolo.